# Rusty Roots
Rusty Roots is een Belgische garage-bluesband, ontstaan in 2004. De band werd opgericht door vijf muzikanten uit Limburg met een grote voorliefde voor authentieke bluesmuziek. Jan Bas is de zanger, Nico Vanhove is de drummer, Bob Smets de gitarist, Stefan Kelchtermans de bassist en Steven Scheelen de saxophonist.
In 2005 namen ze hun eerste album op, met Marc 'TEE' Thijs als producer. Het album heet '100 Miles' en bestaat vooral uit bluesmuziek. Steven Scheelen verlaat de band in 2006 en wordt vervangen door 'Jo Reniers' die de hammond bespeelt.
Begin 2008 brengen ze hun tweede album op met wederom Marc Thijs als producer. Het album noemt 'Electrified' en wordt meer vergeleken met het soulgenre. Het album werd uitgebracht onder het 'Naked Productions' label. Helaas overlijdt medeoprichter Steven Scheelen eind 2008, waardoor de originele bezetting nooit meer kan worden samen gesteld. In 2010 wordt Jo Reniers vervangen door Kris Rogiers. Kris Rogiers bespeelt de mondharmonica en de ritmegitaar en werkt mee aan het derde album.
Begin 2011 wordt het derde album uitgebracht via het 'Sonic Rendezvous'-label. Het album heet 'Something ain't right' en wordt voor een laatste keer geproduced door Marc Thijs. Het album wordt geplaatst onder het Americana genre en wordt in de pers vaak vergeleken met werk van Creedence Clearwater Revival.
Eind 2013 stopt Kris Rogiers en blijven de oorspronkelijke vier oprichters over. Er wordt niet meer gekozen om een vijfde bandlid aan te werven. Jan Bas speelt vanaf dan de ritmegitaar.
Begin 2014 komt het vierde full album uit. Het album krijgt de titel 'Your Host' en wordt geproduceerd door Mario Goossens van Triggerfinger. Het album vindt zijn invloeden bij de blues en de jaren 70 rock. De eerste single 'Sidewalk' wordt opgepikt door Coldplay die de bijhorende videoclip van Sidewalk op hun website plaatste.
Eind 2014 kan Stefan Kelchtermans het drukke tourschema niet meer combineren met werk en gezin en geeft de fakkel over aan Bird Stevens. Na een sabatjaar zal Stefan terugkeren.
Rusty Roots heeft het afgelopen decennia opgetreden in binnen en buitenland, onlangs verzorgden ze nog de support voor 'Blackberry Smoke'. In 2012 treden ze voor een tweede keer op in Londen. Ze doen er vier shows, op vier verschillende locaties.

## Discografie
100 Miles (2005)
1. 100 Miles
2. The hustle is on (H.E. Owens)
3. Check yourself (Lowell Fulson)
4. Big boss man (Willie Dixon & Al Smith)
5. Stand by me (E. Jones)
6. You put your heart in my soul
7. Compact baby (Rob Robinson)
8. Back breaking blues (Big Joe Turner)
9. Ah we baby (Walter Jacobs)
10. I wanna make love to you (Lowell Fulson)
11. She’s so fine (Syl Johnson)
12. I still love you (Lowell Fulson)
13. Saturday night fish fry (Louis Jordan)

Electrified (2008)
1. Electrified
2. It’s yours to spend
3. I found my soul last night (Milton Band/ Louis Brown)
4. Can you dig it
5. Don’t cry no more (Deadric Malone)
6. Cut back on love
7. Come back baby (Walter Jacobs)
8. Fingerlickin‘ good
9. On top of the world
10. Hidden charms (Willie Dixon)
11. Two-timing woman
12. I’ve grown

Something ain't right (2011)
1. Wiggle
2. Wake up
3. Too tight
4. Country and wagons
5. Get down
6. Thing
7. Easy
8. Money train
9. Let her down
10. Something ain’t right

Your Host (2014)
1. Come on home
2. Sidewalk
3. Better lover
4. Ohoo
5. Take me down
6. Smiling face
7. All I want
8. Backdoor man
9. Bed of rose
10. Fades out
11. Tell it like it is